# Автошлях Т 2018
Автошлях Т 2018 — автомобільний шлях територіального значення в Тернопільській області. Проходить територією Зборівського та Козівського районів. З'єднує автошлях Н02 (поряд — місто Зборів) з дорогою М12 (E50, поряд — Козова).
Загальна довжина — 26,7 км.
Збудований, як і більшість доріг Тернопільщини, на початку 1970-их років і розрахований на незначні навантаження. Чимало років великотоннажні автомобілі агрохолдингу «Мрія» їздили перевантаженими і не дотримувались встановлених часових норм перевезень на автодорозі Т 2018, що призвело до її тотального знищення. Влітку 2016 року дорогу відремонтували.